# Renato Soru
Renato Soru   (Sanluri, 26 d'agost de 1957) és un empresari i polític italià, fundador de Tiscali i d'Andala, ex president de Sardenya de 2004 a 2008. Es llicencià en economia a la Universitat Bocconi de Milà, i després de treballar un temps va tornar a Sardenya el 1992. Treballà amb Nicola Grauso, creador de Video On Line, primer proveïdor d'Internet a Itàlia. El 1997 va prendre l'empresa a Telecom Italia i poc després fundà Tiscali, que es va imposar com a alternativa de baixa despesa a la telefonia tradicional i des del 1999 cotitzà a la borsa.

El 2003 es dedicà a la política després de mantenir contactes informals amb Demòcrates d'Esquerres, i fundà el seu propi partit, Progetto Sardegna, amb el que es presentarà dins la coalició de centreesquerra L'Unione a les eleccions regionals de Sardenya de 2004, i en les que va obtenir el 50,13% de les preferències (487.692 vots), que li van valdre la presidència de Sardenya. Durant el seu mandat ha imposat taxes per la protecció regional i la sostenibilitat del medi ambient. El 2008, hagué de dimitir després de ser acusat d'abús de poder i d'irregularitats en els contractes regionals. A les eleccions regionals de Sardenya de 2009 no fou reescollit.
| Precedit per: Italo Masala | President de Sardenya 2004 - 2008 | Succeït per: Ugo Cappellacci |